# August Sabbe
August Sabbe (1. září 1909, Paidra – 28. září 1978, Lasva) byl estonský voják, antikomunistický a protisovětský partyzán považovaný za posledního přeživšího lesního bratra v sovětském Estonsku.

## Biografie
August Sabbe se narodil 1. září 1909 jako nejmladší ze tří dětí do estonské rolnické rodiny poblíž Paidra v Estonské gubernii v tehdejším Ruském impériu. Jeho otcem byl Jaan Hindrik Sabbe (1866–1930) a matkou Katri Sabbe (rozená Nassar; zemřela 1941). Měl bratry Rudolfa (1894–1934) a Heinricha (zemřel 1919) a sestru Hildu (zemřela 1931). Dětství strávil v povodí řeky Võhandu. Po vypuknutí estonské osovbozovací války se oba Augustovi bratři vydali bojovat za estonskou nezávislost. Bratr Heinrich padl v roce 1919 jako voják estonské kavalérie. Druhý bratr Rudolf se z války vrátil a stal se rytířem Kříže svobody. August Sabbe v dospělosti vstoupil do Estonské obranné ligy (Kaitseliit). Po smrti otce v 1930 musel obrannou ligu opustit a začít pracovat na rodinné farmě. Po okupaci Estonska sovětskou rudou armádou se jako mnoho dalších estonských, litevských i lotyšských mládenců rozhodl odejít do lesů, aby nebyl odveden do rudé armády a vyslán na frontu druhé světové války. Z ilegality se vrátil až poté, co estonské území okupovala Třetí říše. V průběhu války byla Sabbeho matka Katri zraněna zbloudilým úlomkem při výbuchu bomby a zemřela, čímž přišel o posledního živého rodinného příslušníka. Před postupující sovětskou armádou se opět ukrýval v lesích. V roce 1945 z ilegality opět vystoupil a začal pracovat ve mlýně v obci Paidra. Byl však zatčen tajnou policií NKVD a pod krycím jménem „Jaan“ vyslán do lesů, kde měl najít a vyzradit skupinu lesních bratrů, ve které byli Jaan Roots, Arnold Kakko a Paul Randmaa. Avšak na místo kolaborace opět utekl do lesa a v roce 1950 se stal členem právě té skupiny lesních bratrů, kterou měl za úkol vypátrat a udat. Rootsova četa se schovávala v lesním bunkru poblíže pískovcových útvarů Taevaskoda. Sabbe byl zařazen do týlu a staral se o jídlo a vybavení. Jaan Roots a jeho četa byli nakonec odhaleni v roce 1952 poblíž Räpina v Ristipalo. Sabbe se poté v lesích skrýval sám, většinou v krajích Võrumaa a Põlvamaa, poblíž vesnic Pindi, Paidra a Leevi. Byl však hledán agenty KGB z Põlva i Võru.

### Úmrtí

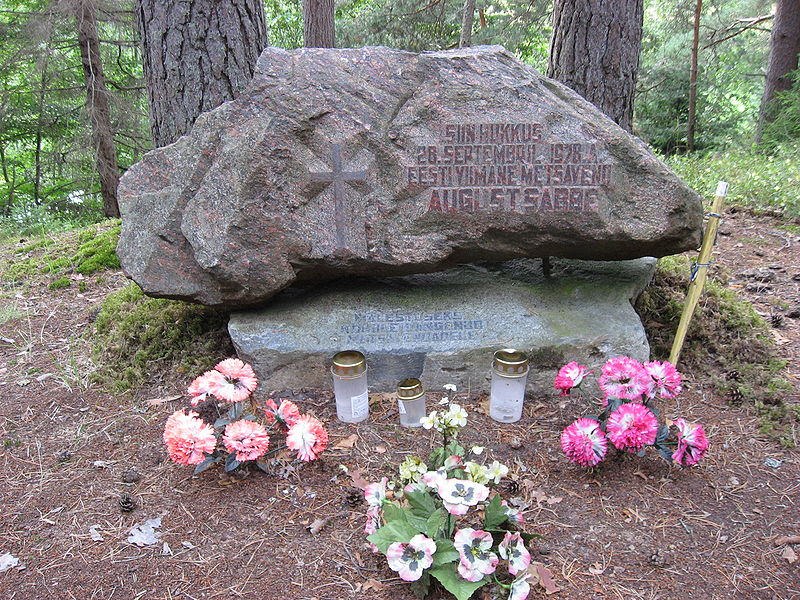
Pomník poblíže obce Lasva

V září 1978 byl Sabbe odhalen poblíž jeho rodiště Paidra v jihovýchodním Estonsku dvěma agenty KGB vydávajícími se za rybáře, kteří se jej pokusili zatknout. Sabbe skočil do řeky Võhandu, kde se úmyslně zaklínil pod ponořenou kládou. Agent KGB Ervin Oras a inspektor SORVVO (OBKhSS) Neeme Taavel, kteří jej fotografovali před i po pokusu o zatčení, tvrdili, že se Sabbe při pokusu o útěk nešťastnou náhodou utopil. Avšak řeka je v tomto místě úzká, pomalá a její koryto mělké. Jako místo náhodného utonutí tedy dosti nepravděpodobné. Zároveň nekrytá pole na protějším břehu a líné zákruty řeky nedávali staršímu muži možnosti úniku před pronásledováním dvou mladých, fyzicky zdatných agentů. Kodex cti Lesních bratří i rychlost Sabbeho reakce naznačují, že byl odhodlán nebýt zajat živý. Byl pohřben na hřbitově Raadi v Tartu.